# Межлумян, Арташес Мартиросович
Арташе́с Мартиро́сович Межлумя́н (арм. Արտաշես Մարտիրոսի Մեժլումյան; 1901—1986) — армянский советский зоотехник и животновод. Герой Социалистического Труда (1953). Заслуженный животновод Армянской ССР. Депутат Верховного Совета СССР V созыва.

## Биография
Арташес Мартиросович Межлумян родился 9 (22) ноября 1901 года в селе Новрузлу Эриванской губернии Российской империи (ныне в составе города Арташат Республики Армения), в семье рабочего крестьянина. Окончил среднюю школу.
С 1924 по 1931 год Арташес Межлумян работал в Камарлинском районе Армянской ССР (в дальнейшем — Арташатский район): был председателем правления кооперативных сельскохозяйственных товариществ садоводов и «Чигдамлу». В 1924—1933 годах занимал также должность секретаря сельского совета. В 1927 году вступил в ВКП(б)/КПСС. В 1933 году Межлумян поступил в Ереванский ветеринарный зоотехнический институт, который окончил в 1937 году.
В 1937 году, после получения высшего образования, Арташес Межлумян был направлен в Дилижанский район Армянской ССР, где получил должность главного зоотехника сельскохозяйственного отдела исполкома Дилижанского районного совета, а в дальнейшем был заведующим сельскохозяйственным отделом. В 1940 году Межлумян направился в новосозданный Бериевский (с 1953 года — Шаумяновский) район Армянской ССР, став главным зоотехником сельскохозяйственного отдела исполкома Бериевского районного совета (в дальнейшем — Шаумяновское районное управление сельского хозяйства и заготовок Армянской ССР). В качестве главного зоотехника Арташес Межлумян направил свои усилия к развитию животноводства в новосозданном районе. Внедряя научные методы, Межлумян смог развить породу местного скота, улучшив качество ухода за ними и создав устойчивую кормовую базу.
Указом Президиума Верховного Совета СССР от 16 октября 1953 года за достижение высоких показателей в животноводстве в 1951 году при выполнении в целом по району плана сдачи государству продуктов сельского хозяйства по обязательным поставкам, контрактации, натуроплаты за работу МТС и перевыполнение годового плана прироста поголовья по каждому виду скота и птицы не менее 30 процентов, перевыполнение в целом по району плановых заданий по надою молока на 35 процентов, настригу шерсти на 17 процентов, нагулу и откорму скота на 46 процентов Арташесу Мартиросовичу Межлумяну было присвоено звание Героя Социалистического Труда с вручением ордена Ленина и золотой медали «Серп и Молот».
В 1952 году Арташес Межлумян стал председателем правления колхоза имени Сталина (в дальнейшем носил имя XXII съезда КПСС) Шаумяновского района Армянской ССР. Направив труды колхозников к улучшению качества полеводства и садоводства, через короткий период времени удалось в значительной мере повысить урожайность сельскохозяйственных культур. К 1959 году, по сравнению с 1952 годом, урожай винограда с каждого гектара земли был повышен на 93,8, а урожай различных овощей — на 189,5 центнеров. В период руководства Межлумяна, в целях развития животноводства, в колхозе было начато выращивание кукурузы и люцерны, чем была создана собственная кормовая база. Наряду с этим уделялось большое внимание строительству хлевов и механизации трудоёмких процессов в фермах колхоза. В результате было повышено производство молока, мяса и яиц. За эти заслуги Межлумян был удостоен почётного звания заслуженного животновода Армянской ССР. Колхозом он руководил до выхода на пенсию в 1971 году.
Арташес Межлумян также активно занимался общественной работой. Он был избран депутатом Совета Союза Верховного Совета СССР V созыва.
Арташес Мартиросович Межлумян скончался в 1986 году в Ереване. Похоронен на Шаумянском кладбище Еревана.

## Награды
- Герой Социалистического Труда (Указ Президиума Верховного Совета СССР от 16 октября 1953 года, орден Ленина и медаль «Серп и Молот») — за достижение высоких показателей в животноводстве в 1951 году при выполнении в целом по району плана сдачи государству продуктов сельского хозяйства по обязательным поставкам, контрактации, натуроплаты за работу МТС и перевыполнение годового плана прироста поголовья по каждому виду скота и птицы не менее 30 процентов, перевыполнение в целом по району плановых заданий по надою молока на 35 процентов, настригу шерсти на 17 процентов, нагулу и откорму скота на 46 процентов[2][6].
- Орден Трудового Красного Знамени[5].
- Орден «Знак Почёта» (31.03.1954)[6][3].
- Медаль «За трудовую доблесть» (22.06.1950)[6].
- Заслуженный зоотехник Армянской ССР (1960)[3].
- Большая золотая медаль ВДНХ СССР[3].
- Две большие серебряные медали ВДНХ СССР[3].